# Иво Котев
Ивайло Димитров Котев е български футболист, треньор по футбол и спортен деятел.
Играл е във всички възрастови формации на ПФК ЦСКА. Шампион и носител на купата на България с Представителния отбор на ЦСКА.
Като треньор е работил в академията на ЦСКА, старши треньор на Юношеския национален отбор, директор на академиите на ЦСКА и Лудогорец Разград, главен мениджър на „Пирин“, Благоевград. Работил е като помощник-треньор в отборите на ФК „Персиджа“ (Джакарта), ФК „Ал-Ахли“ и ФК „Ал-Еттифак“ – в Саудитска Арабия, и ФК „Севастопол“.
Понастоящем е технически директор на ПФК Локомотив София
Женен, с 2 деца – Емилия и Диляна.